# Marcel Schmelzer
Marcel „Schmelle“ Schmelzer (* 22. Januar 1988 in Magdeburg) ist ein ehemaliger deutscher Fußballspieler und gegenwärtiger -trainer. Er spielte nach seiner Ausbildung in seiner Geburtsstadt Magdeburg ausschließlich für Borussia Dortmund in der Bundesliga, hauptsächlich auf der Position des linken Außenverteidigers. Außerdem wurde er 2009 U21-Europameister und war zwischen 2010 und 2014 A-Nationalspieler.
Seit dem Ende seiner Spielerlaufbahn ist Schmelzer als Trainer bei seinem letzten Verein Borussia Dortmund aktiv. Zunächst als Co-Trainer der Borussia Dortmund U17, ab der Spielzeit 2024/25 als Assistenztrainer bei der U23.

## Laufbahn als Spieler

### Vereinskarriere

#### Jugend in Magdeburg und Dortmund
Schmelzer war von Dezember 1996 bis Juni 2002 bei SV Fortuna Magdeburg angemeldet und wechselte dann zum 1. FC Magdeburg.
2005 wechselte der linke Flügelstürmer in die A-Jugend von Borussia Dortmund, bei der er schließlich aufgrund eines personellen Notstands zum Außenverteidiger umfunktioniert wurde. Er kam in 45 Einsätzen zu zwei Toren für den BVB in der A-Jugend-Bundesliga der Staffel West. Zwei Jahre später rückte er in den Kader der zweiten Mannschaft in der Regionalliga Nord auf, für die er bereits 2005/06 sein erstes Spiel in der Oberliga Westfalen bestritten hatte.

#### Profi in Dortmund

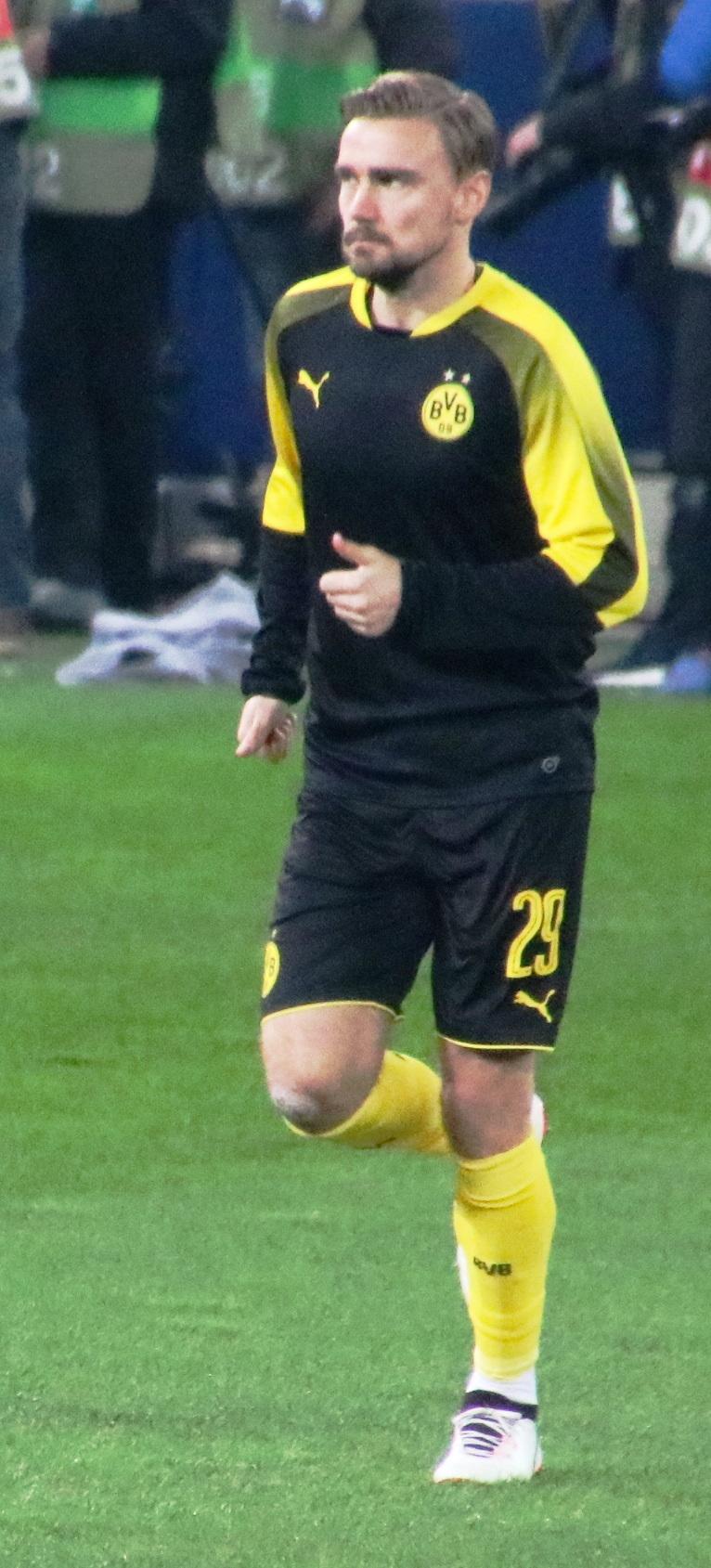
Marcel Schmelzer (2018)

Nach 26 Spielen in der Regionalliga wurde Schmelzer im Sommer 2008 vom neuen BVB-Trainer Jürgen Klopp in den Kader der Bundesligamannschaft des BVB berufen. Dort gab er sein Pflichtspieldebüt am 9. August 2008 im DFB-Pokal bei Rot-Weiss Essen (3:1). Sein erstes Bundesligaspiel absolvierte der Verteidiger sieben Tage später bei Bayer 04 Leverkusen (3:2). In der Saison 2009/10 verdrängte er Dedê von der Linksverteidigerposition und wurde Stammspieler. Im Februar 2011 verlängerte Schmelzer seinen Vertrag vorzeitig bis zum 30. Juni 2014 und wurde mit der Mannschaft Deutscher Meister sowie Pokalsieger. Im 79. Bundesligaspiel für den BVB erzielte er am 22. Oktober 2011 (10. Spieltag) beim 5:0-Heimsieg über den 1. FC Köln mit dem zwischenzeitlichen 2:0 sein erstes Bundesligator und wurde mit dem BVB im Frühjahr 2012 zum zweiten Mal Meister. Am 24. Oktober 2012 erzielte der Abwehrspieler sein erstes Europapokaltor, als er gegen Real Madrid im Champions-League-Gruppenspiel den 2:1-Siegtreffer markierte. Mit der Mannschaft gelangte er bis ins Endspiel, das aber gegen den Ligakonkurrenten FC Bayern verloren wurde. In den folgenden zwei Jahren fiel Schmelzer immer wieder verletzungsbedingt aus, behielt aber seinen Stammplatz und gewann mit der Mannschaft zweimal in Folge den DFL-Supercup.
Nach Mats Hummels’ Wechsel war der Verteidiger unter den Cheftrainern Thomas Tuchel, Peter Bosz und Peter Stöger von August 2016 bis Mai 2018 Kapitän seiner Mannschaft und kam innerhalb dieses Zeitraums auf 66 wettbewerbsübergreifende Pflichtspieleinsätze, in denen ihm zwei Tore und fünf Assists gelangen. Zwischenzeitlich wurde Schmelzers Vertrag bis Juni 2021 verlängert. Im Frühjahr 2017 folgte der zweite Pokalsieg mit Dortmund, als vierter Kapitän der Borussia durfte er den Pokal entgegennehmen. Nach seinem Rücktritt vom Spielführeramt wurde Schmelzer von Marco Reus beerbt und verlor in der Saison 2018/19 unter dem neuen Cheftrainer Lucien Favre nach einer Hüftverletzung seinen Stammplatz an den Neuzugang Achraf Hakimi. In der Folge wurden ihm nach Hakimis Wechsel auf die rechte Seite Abdou Diallo, Manuel Akanji und der offensiver agierende Raphaël Guerreiro vorgezogen. Dies veranlasste ihn in der Sommerpause 2019 zur Vereinssuche, seitens des BVB erhielt der mit Abstand dienstälteste Spieler jedoch keine Freigabe.
Im Heimspiel gegen Fortuna Düsseldorf (3:2) am 11. Mai 2019 absolvierte Schmelzer sein 250. Bundesligaspiel und gewann im August mit Dortmund gegen Bayern München zum dritten Mal den nationalen Supercup. Im weiteren Saisonverlauf war der Magdeburger häufiger verletzt und kam auf lediglich acht Kurzeinsätze. Am 29. Spieltag erzielte er nach fast sieben Jahren wieder ein Tor und bereitete ein weiteres vor.
Im Anschluss an die Saison, die Schmelzer mit dem BVB erneut als Vizemeister abschloss, musste er sich einer Knieoperation unterziehen. Die anschließende Reha erstreckte sich über die komplette Saison, weshalb dem Verteidiger kein weiterer Einsatz vergönnt war. Vor dem letzten Spieltag gab Schmelzer an, seine Karriere nicht beenden zu wollen und damit zu rechnen, „[…] im Spätsommer wieder auf dem Rasen arbeiten zu können“. Der BVB sicherte seinem Spieler zu, auch nach Ablauf dessen Vertrags am 1. Juli 2021 die Rehamaßnahmen im Verein beenden zu dürfen und ihn im Anschluss an seine aktive Laufbahn in den Verein einbinden zu wollen. Im Anschluss an die Spielzeit 2020/21 bestätigte Sportdirektor Michael Zorc die Verlängerung von Schmelzers Vertrag um ein weiteres Jahr aus „versicherungstechnischen Gründen“ und gab weiters an, gemeinsam mit diesem flexibel über seine Zukunft zu entscheiden. Ende Juli 2021 nahm Schmelzer erstmals wieder am Mannschaftstraining teil.
Aufgrund dieser Verletzung bestritt Schmelzer auch in der gesamten Saison 2021/22 kein Spiel für Dortmund. Mitte Mai 2022 gab er das Ende seiner Karriere bekannt.

### Nationalmannschaft

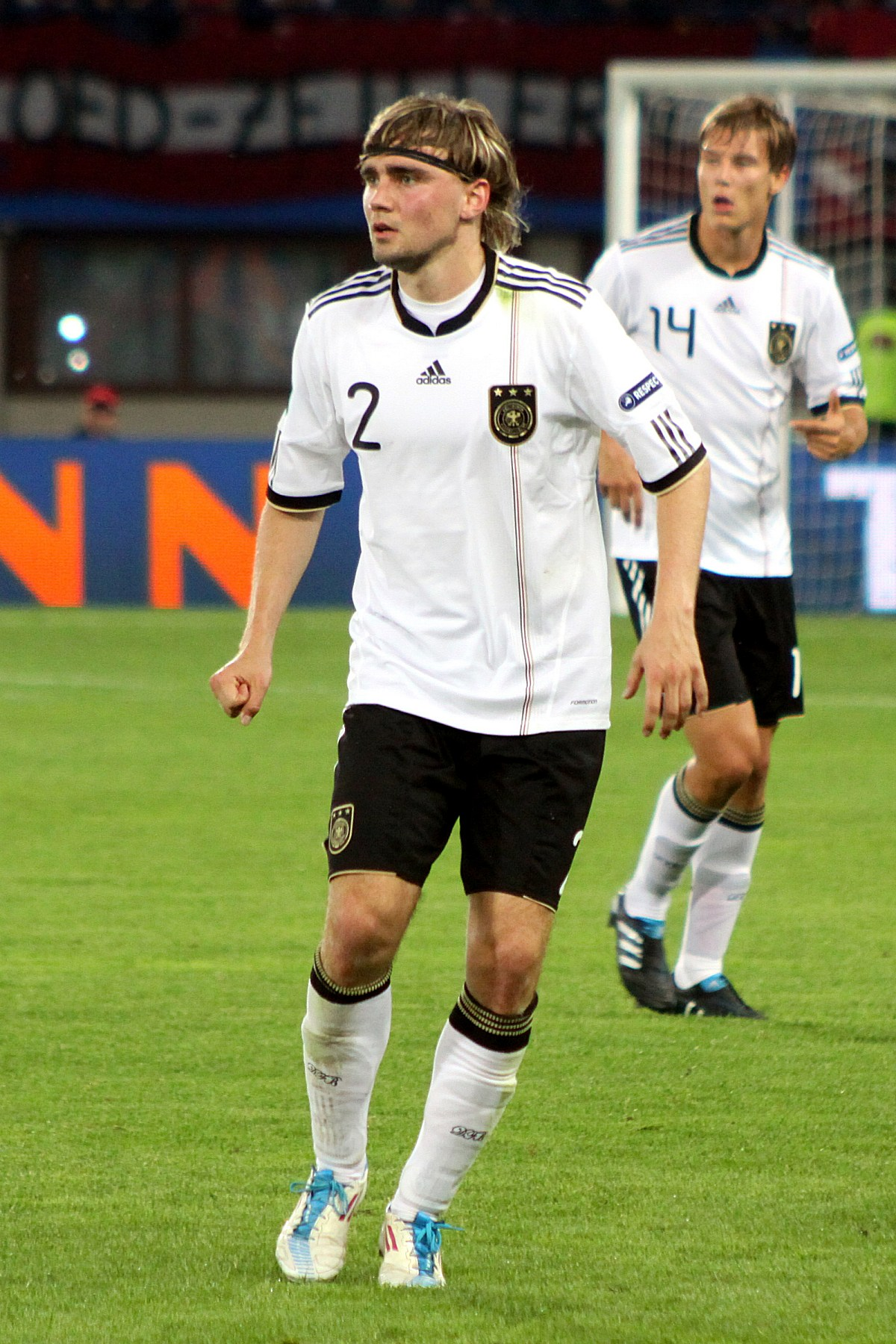
Marcel Schmelzer (2011)

Am 31. März 2009 debütierte Schmelzer in einem Freundschaftsspiel der U21-Nationalmannschaft als offensiver Mittelfeldspieler. Sein erstes Pflichtspiel absolvierte er bei der Europameisterschaft in Schweden unter Bundestrainer Horst Hrubesch; beim 4:0-Finalsieg über England am 29. Juni 2009 wurde er kurz vor Spielende eingewechselt.
Am 17. November 2010 bestritt Schmelzer sein erstes A-Länderspiel. Im Freundschaftsspiel gegen Schweden in Göteborg (0:0), bei dem auch seine Dortmunder Mannschaftskameraden Mats Hummels und Kevin Großkreutz mitwirkten, spielte er über die volle Spielzeit auf der linken Abwehrseite.
Bei der Fußball-Europameisterschaft 2012 wurde er nicht eingesetzt. Bei der Qualifikation zur WM 2014 setzte Trainer Löw Philipp Lahm auf die rechte Abwehrseite, Schmelzer auf die linke. Nachdem er im Spiel gegen die Färöer verletzt gefehlt hatte, spielte Schmelzer gegen Österreich und Irland von Beginn an. Nach einer schwachen Leistung gegen Österreich wurde er im Vorfeld des folgenden Spiels gegen Irland von Bundestrainer Joachim Löw mit den Worten „Er hat gegen Österreich kein gutes Spiel gemacht. Viele Alternativen gibt es jetzt aber auch nicht, also müssen wir mit Marcel Schmelzer die nächsten zwei, drei, vier, fünf Monate weiterarbeiten“ kritisiert und zur Notlösung erklärt.
Am 8. Mai 2014 wurde er für den vorläufigen Kader zur Weltmeisterschaft 2014 nominiert, am 2. Juni 2014 aber aus dem endgültigen Kader gestrichen, den Platz erhielt sein Konkurrent aus dem eigenen Verein auf der Position, Erik Durm. Zu weiteren Einsätzen in der A-Nationalelf nach seinem 16. Länderspiel im März 2014 kam es für Schmelzer auch nach der für den DFB erfolgreichen WM nicht mehr.

## Laufbahn als Trainer
Nach einer einjährigen Pause vom Fußball fand Schmelzer im Sommer 2023 bei seinem letzten Verein Borussia Dortmund erneut eine Anstellung, diesmal als Assistent von Trainer Marco Lehmann bei der vereinseigenen U17. Das Gespann führte die Mannschaft als Vizemeister der Bundesliga-Weststaffel in die Endrunde um die deutsche Meisterschaft.
Zur Drittligaspielzeit 2024/25 rückt Schmelzer innerhalb des Vereins auf und wird Co-Trainer von Jan Zimmermann bei der U23.

## Erfolge und Auszeichnungen

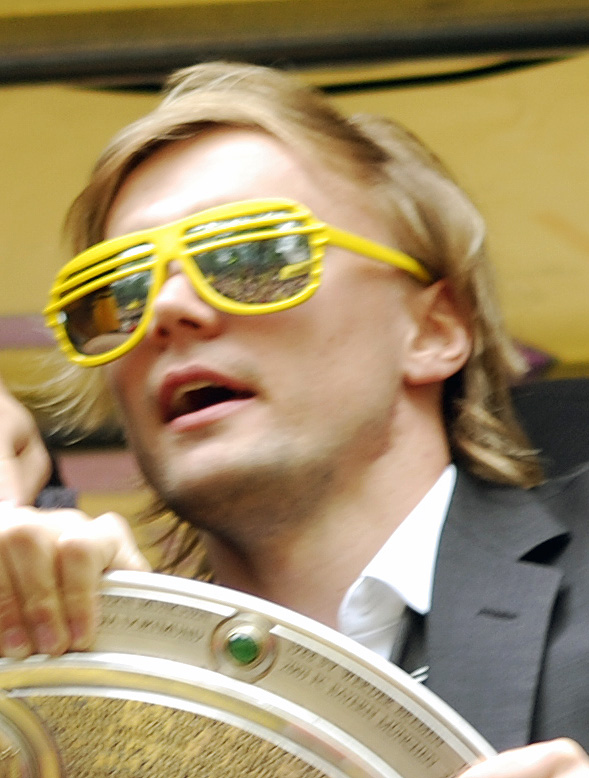
Schmelzer bei der Meisterfeier 2011

### Verein
- Deutscher Meister: 2011, 2012
- DFB-Pokal-Sieger: 2012, 2017, 2021 (ohne Einsatz)
- DFL-Supercup-Sieger: 2013, 2014, 2019 (ohne Einsatz)
- Champions-League-Finalist: 2013

### Nationalmannschaft
- U21-Europameister: 2009

### Auszeichnungen
- Mitglied der VDV 11: 2010/11
- Mannschaft des Jahres: 2011 (als Mitglied von Borussia Dortmund)

## Privates
Schmelzer war Schüler des Magdeburger Sportgymnasiums. Dort machte er das Fachabitur mit Schwerpunkt Betriebswirtschaftslehre.
Am 16. Mai 2013 heiratete er seine Freundin Jenny, im Sommer 2022 trennte sich das Paar. Mitte Juni 2024 wurde Schmelzer erstmals Vater.